# Hiperpolaryzowalność
Hiperpolaryzowalność – wielkość fizyczna z dziedziny optyki opisująca zdolność cząsteczki dielektryka do nieliniowego odkształcania się pod wpływem silnego zewnętrznego pola elektrycznego promieniowania i tworzenia w ten sposób dipoli elektrycznych, co makroskopowo prowadzi do polaryzacji dielektryka.

## Definicja
W substancji izotropowej hiperpolaryzowalność jest podatnością elektryczną drugiego rzędu na jednostkę objętości.
Hiperpolaryzowalnością nazywamy wielkość {\displaystyle \beta } we wzorze:
{\displaystyle \mu =\alpha \cdot E+{\frac {1}{2}}\beta \cdot E^{2}+\ldots }
gdzie:
{\displaystyle \alpha } – polaryzowalność substancji,
{\displaystyle \mu } – elektryczny moment dipolowy cząsteczki lub atomu substancji,
{\displaystyle E} – natężenie zewnętrznego pola elektrycznego promieniowania padającego na substancję.
Gdy w równaniu pojawią się wyrazy z wyższymi potęgami {\displaystyle E,} wówczas współczynniki w nich występujące nazywamy hiperpolaryzowalnością drugiego, trzeciego (itd.) rzędu.

## Zastosowanie
Hiperpolaryzacja leży u podstaw działania podwajaczy częstotliwości (zwanych też generatorami drugiej harmonicznej) w technice laserowej. Podwajanie albo potrajanie częstotliwości zachodzi np. gdy laser Laser neodymowy Nd:YAG (który normalnie emituje promieniowanie o długości fali 1064 nm) produkuje odpowiednio zielone światło 532nm albo ultrafioletowe 355nm. Inne powszechne materiały, które mogą być użyte jako podwajacze częstotliwości to: diwodorofosforan potasu (KH
2PO
4), niobian litu (LiNbO
3) i β-boran baru (Ba(BO
2)
2).

### Zasada podwajacza częstości
W świetle o niskim natężeniu większość substancji odpowiada liniowo. Natomiast przy świetle o wysokim natężeniu niektóre substancje odpowiadają nieliniowo i składnik {\displaystyle {\frac {1}{2}}\beta \cdot E^{2}} przestaje być pomijalny. Jeśli założymy, że padające światło o częstości {\displaystyle \omega =2\pi \nu } ma pole elektryczne równe {\displaystyle E_{0}\cos(\omega t),} to wtedy nieliniowy współczynnik {\displaystyle \beta \cdot E^{2}} może zostać zapisany następująco:
{\displaystyle \beta \cdot E^{2}=\beta \cdot E_{0}^{2}\cos ^{2}(\omega t)={\frac {1}{2}}\beta E_{0}^{2}(1+\cos(2\omega t))}
Ponieważ nieliniowa polaryzowalność powoduje oscylacje o częstości {\displaystyle 2\omega ,} może ona stanowić źródło promieniowania o częstości {\displaystyle 2\omega .}